# 锡雷莱蓬塔耶
锡雷莱蓬塔耶（法語：Cirey-lès-Pontailler，法語發音：[siʁɛ lɛ pɔ̃taje]，意为“蓬塔耶附近的锡雷”）是法国科多尔省的一个市镇，属于第戎区。

## 地理
锡雷莱蓬塔耶（47°18'32"N, 5°17'45"E）面积8.79 平方千米，位于法国勃艮第-弗朗什-孔泰大區科多尔省，该省份为法国中东部省份，北起奥布省，西接涅夫勒省和约讷省，南至索恩-卢瓦尔省，东南接汝拉省，东临上索恩省，东北部与上马恩省接壤。
与锡雷莱蓬塔耶接壤的市镇（或旧市镇、城区）包括：埃特沃、泰勒塞、圣莱热-特里耶、班日、索恩河畔拉马什。

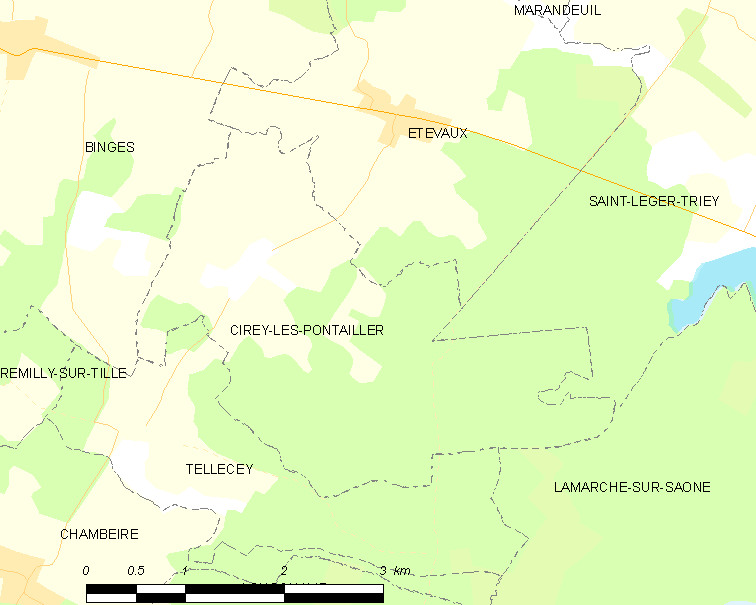
锡雷莱蓬塔耶的OSM定位图

锡雷莱蓬塔耶的时区为UTC+01:00、UTC+02:00（夏令时）。

## 行政
锡雷莱蓬塔耶的邮政编码为21270，INSEE市镇编码为21175。

## 政治
锡雷莱蓬塔耶所属的省级选区为欧克索讷县。

## 人口

1962-2008年间锡雷莱蓬塔耶人口变化图示

锡雷莱蓬塔耶于2022年1月1日时的人口数量为180人。